# Chondrostoma kubanicum
Chondrostoma kubanicum är en fiskart som beskrevs av Berg, 1914. Chondrostoma kubanicum ingår i släktet Chondrostoma och familjen karpfiskar. IUCN kategoriserar arten globalt som livskraftig. Inga underarter finns listade i Catalogue of Life.